# Fès-Meknès
Fès-Taza-Meknès (en arabe : فاس-تازة-مكناس, en amazighe: ⴼⴰⵙ-ⵜⴰⵣⴰ-ⵎⴽⵏⴰⵙ) appelée également région Saïss, est une des 12  régions du Maroc instituées par le découpage territorial de 2015.  
La région regroupe notamment les villes de Fès, Meknès, Taza, Zouagha, Ouislane, Boulemane, El Hajeb, Sefrou, Missour, Outat El Haj, et Ifrane.  
Depuis septembre 2021, son président est Abdelouahed El Ansari. Celui-ci est également député Istiqlal et président de l'Association des Barreaux du Maroc. 

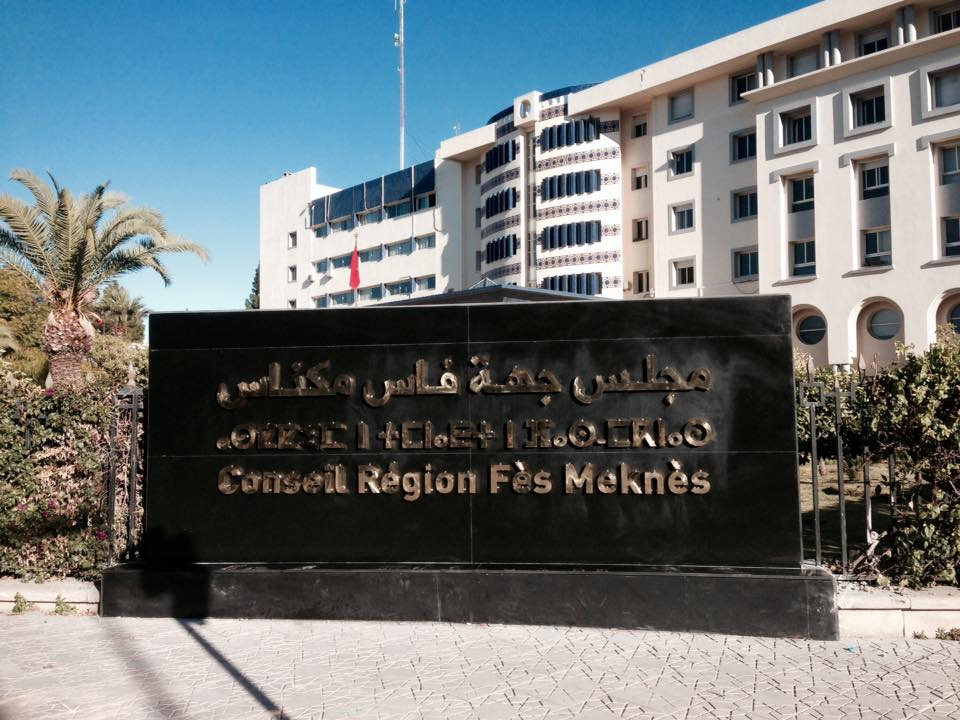

## Géographie
La région de Fès-Meknès s'étend sur le plateau du Saïss. Elle inclut le périmètre de l'ancienne région de Fès-Boulemane avec la moitié nord de celle de Meknès-Tafilalet, à savoir la préfecture de Meknès et les provinces d’Ifrane et Hajeb.
La région comprend les préfectures et provinces suivantes :
- La préfecture de Fès ;
- La province de Boulemane ;
- La province de Sefrou ;
- La province de Moulay Yaâcoub
- La province de Taounate ;
- La province de Taza ;
- La préfecture de Meknès
- La province d’El Hajeb
- La province d’Ifrane

## Climat et relief
La région de Fès-Meknès est soumise à 3 types de climats :
- Un climat continental dans la partie nord, très chaud et très sec en été et froid et humide en hiver. La moyenne des précipitations y est de 500 mm et les vents y sont secs et froids ou bien froids et humides en hiver et chauds en été (chergui).
- Un climat froid et humide en zone montagneuse, très froid et très neigeux en hiver et tempéré en été. La moyenne des précipitations dépasse les 700 mm avec des chutes de grêle et des inondations consécutives aux averses.
- Un climat semi-aride dans les hautes collines de Boulemane, où la moyenne des précipitations n'excède pas le cap des 250 mm. Les hivers y sont très froids et neigeux, avec des gelées quasi-quotidiennes et un nombre non négligeable de jours sans dégel.

Le relief de la région est constitué essentiellement des collines au pied du Rif dans la zone du Nord, des montagnes du Moyen Atlas, des hautes collines du Missour et des plaines de Saïss.

## Économie

### Tourisme
Le tourisme dans la région est essentiellement un tourisme culturel dû au patrimoine historique, architectural de renommée internationale. Grâce à la présence de plusieurs sources minérales et stations thermales, notamment celles de Moulay Yaâcoub et Sidi Harazem, la destination est considérée comme une destination de choix pour les amateurs du tourisme de repos et de cure. Ajoutons également le tourisme de montagne qui occupe une place importante dans la région, et ce grâce à l’existence d'atouts importants et diversifiés particulièrement: la diversité naturelle, la multiplicité des sites, la présence des sources, des lacs, des forêts et des cascades.
Pour plus d'information sur la Région Fès Meknès nous vous recommandons le site officiel du Conseil Régional du Tourisme Fès Meknès